# St. Laurentius und St. Vincenz (Backemoor)

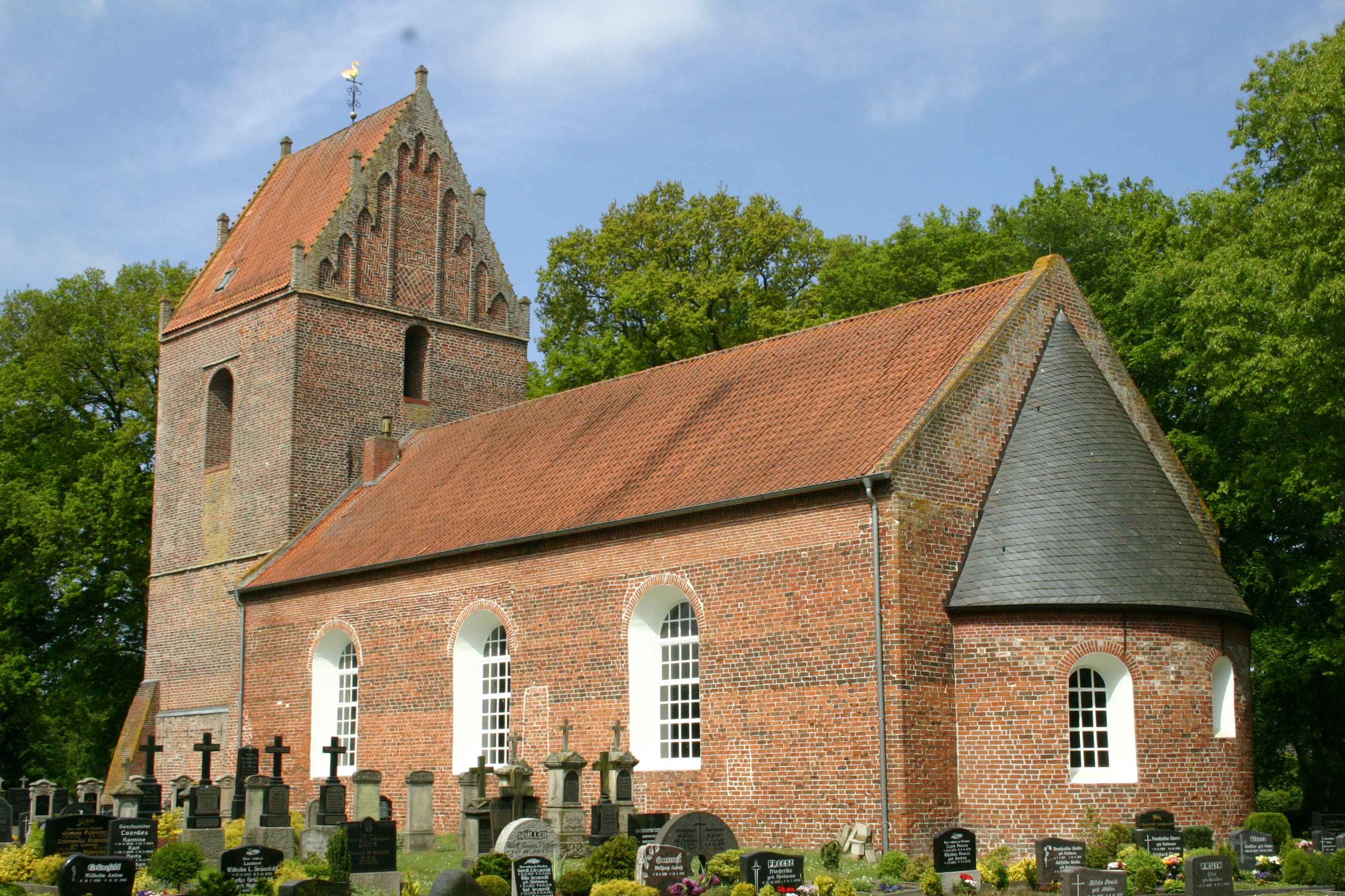
St. Laurentius und St. Vincentius

Die evangelisch-lutherische Kirche St. Laurentius und St. Vincentius befindet sich in Backemoor, in der ostfriesischen Gemeinde Rhauderfehn. Die Grundsubstanz der romanischen Backsteinkirche geht auf die erste Hälfte des 13. Jahrhunderts zurück. Das Gotteshaus verdankt seine Errichtung vermutlich dem Umstand, dass Backemoor zu Zeiten der friesischen Freiheit wahrscheinlich der Versammlungsort der Ratsleute aus dem gesamten Overledingerland war. Namensgeber ist möglicherweise Laurentius von Rom.

## Geschichte

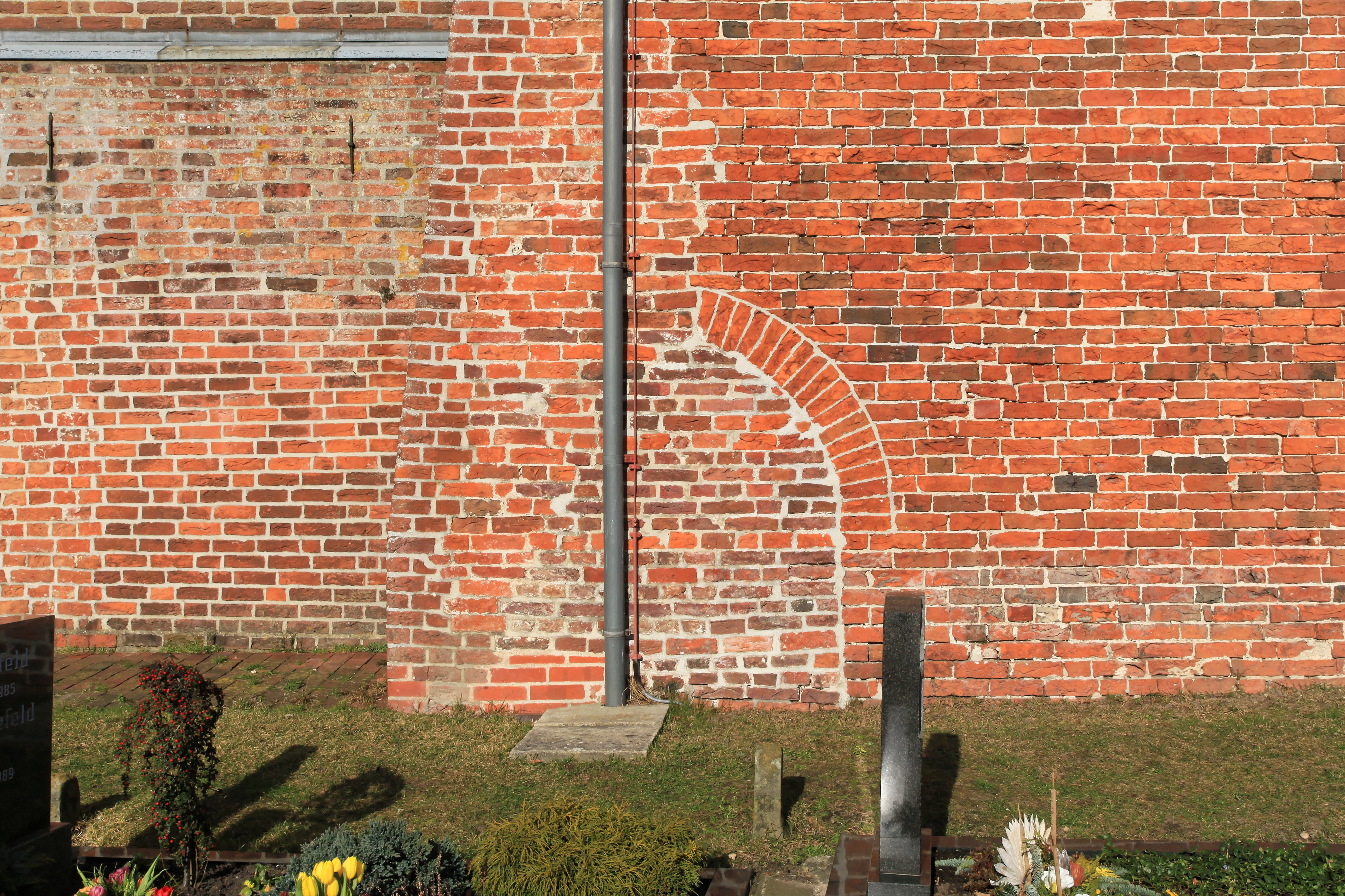
Vermauertes Südportal

St. Laurentius und St. Vincentius geht auf eine Apsissaal-Kirche zurück, die in der ersten Hälfte des 13. Jahrhunderts am Versammlungsort der Ratsleute (Richter, die „Sechzehner“) aus dem gesamten Overledingerland errichtet wurde. Im 15. Jahrhundert wurde der Westturm an die Kirche gebaut. Dafür wurde das Langhaus etwas verkürzt und die alten Portale – zwei im Süden, eins im Norden – wurden vermauert. Die dicken Mauern, Schießscharten und ein Kamin am Westturm deuten darauf hin, dass er als Wehrturm benutzt wurde. Der Eingang befindet sich seither im Turmuntergeschoss. Im 18. Jahrhundert wurde eine hölzerne Muldendecke eingezogen.
Am 1. Juni 2012 wurde die Kirchengemeinde mit der St.-Sebastian-und-St.-Vincenz-Gemeinde in Breinermoor zur neuen evangelisch-lutherischen Vincenz-Kirchengemeinde Backemoor-Breinermoor vereinigt. Sie gehört zum Kirchenkreis Rhauderfehn der Evangelisch-lutherischen Landeskirche Hannovers. Heute finden in der Kirche neben Gottesdiensten in lockerer Folge Konzerte statt, gestaltet von Chören der Kirchengemeinde.

## Beschreibung

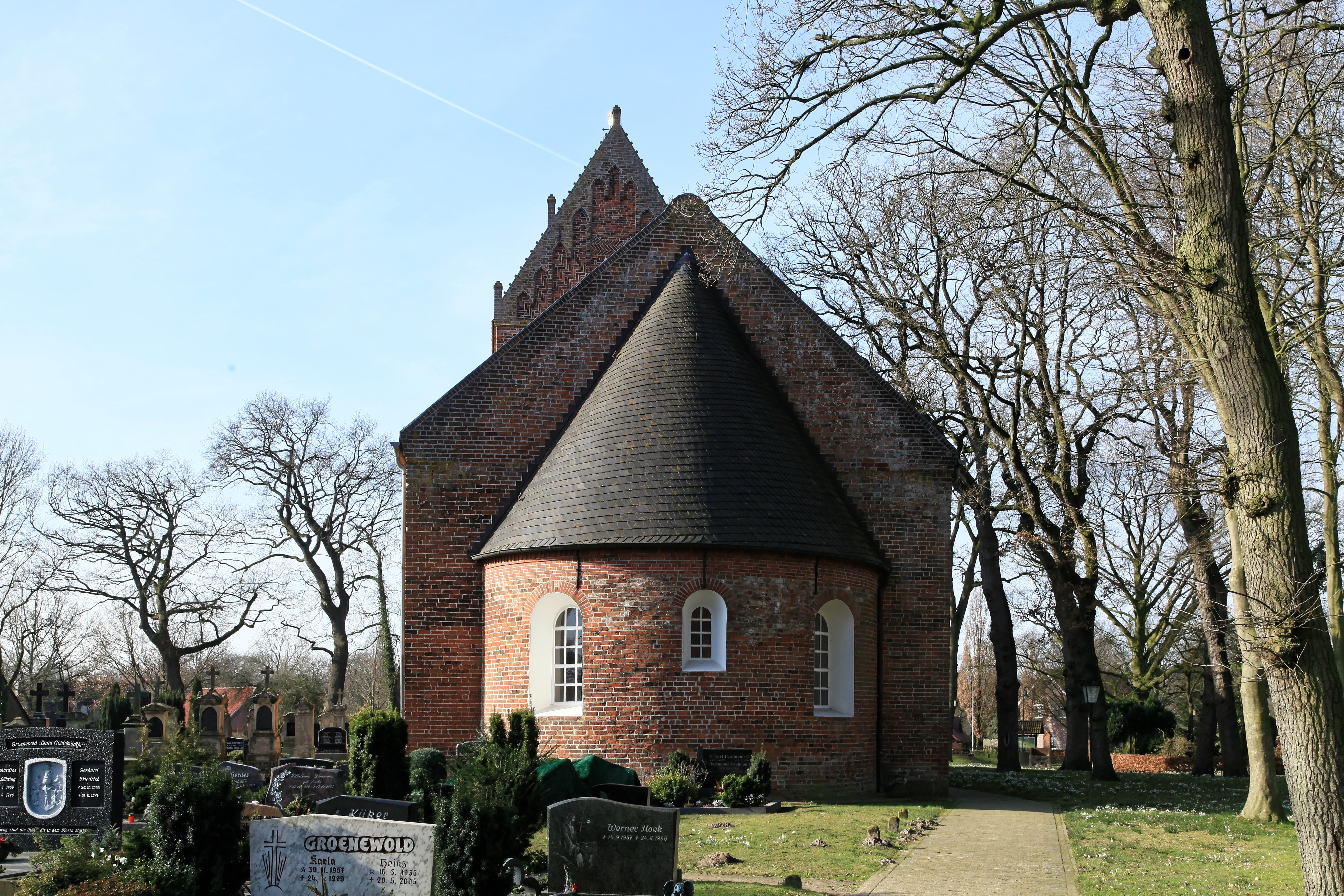
Blick auf die Ostapsis

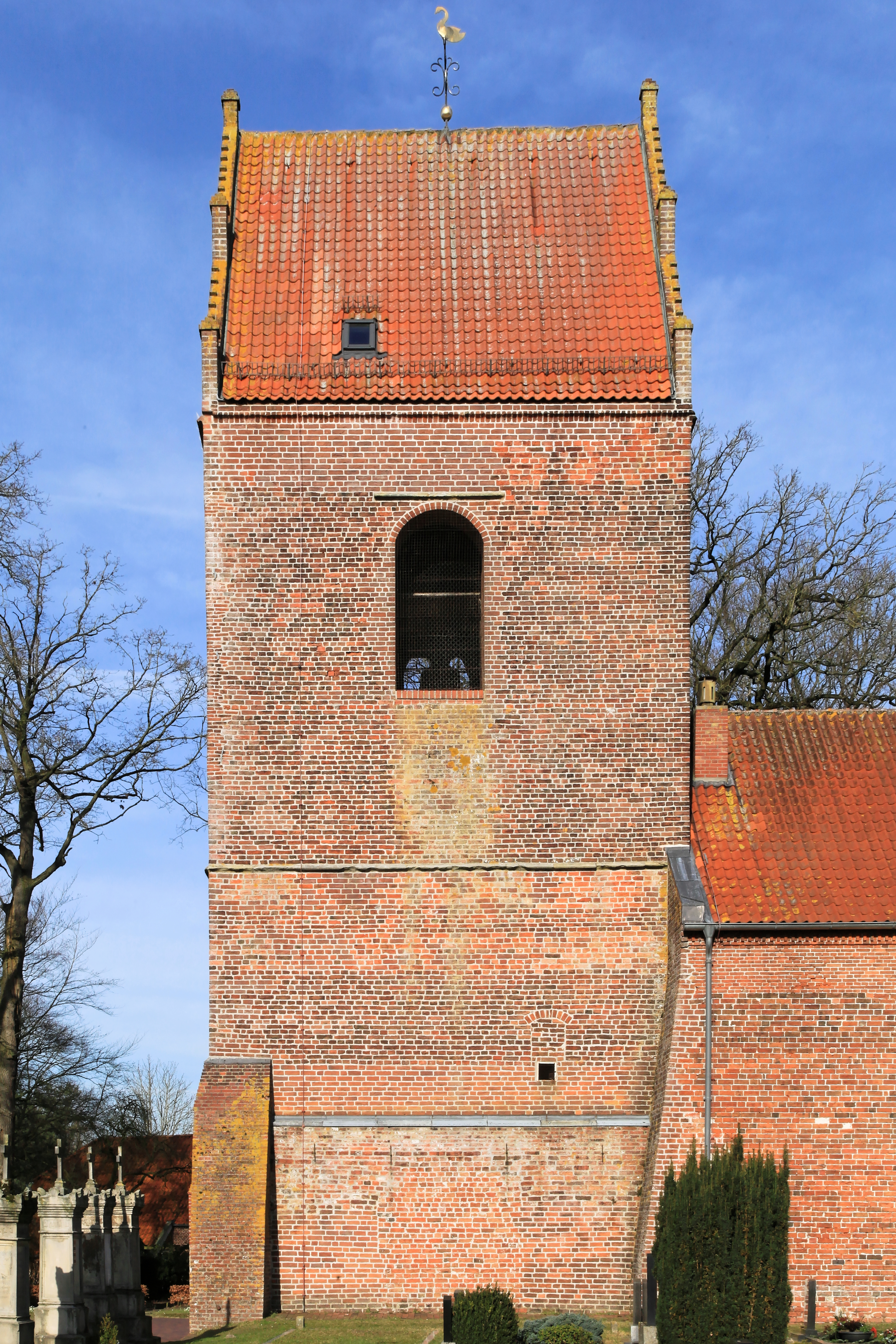
Westturm

St. Laurentius und St. Vincentius ist eine Apsissaalkirche. Das Mauerwerk des Langschiffs in wendischem Verband ruht auf einem bündigen Sockel aus Granitquadern und ist ohne Gliederung. Das Langhaus war ursprünglich in Richtung Westen länger und hatte kleinere Fenster, von denen das mittlere der Apsisfenster im Originalzustand erhalten ist. Alle anderen wurden im Laufe der Zeit verändert. Das in der Innenwand der Apsis makellos erhaltene Hagioskop ist außen zugemauert und zeichnet sich im Mauerwerk durch neuen Backstein und hellere Verfugung ab.
Der Westturm ist mit einem Satteldach versehen und mit Treppengiebel und steigenden Spitzbogenfriesen verziert. Das Gemäuer wurde im Blockverband ausgeführt.

## Ausstattung

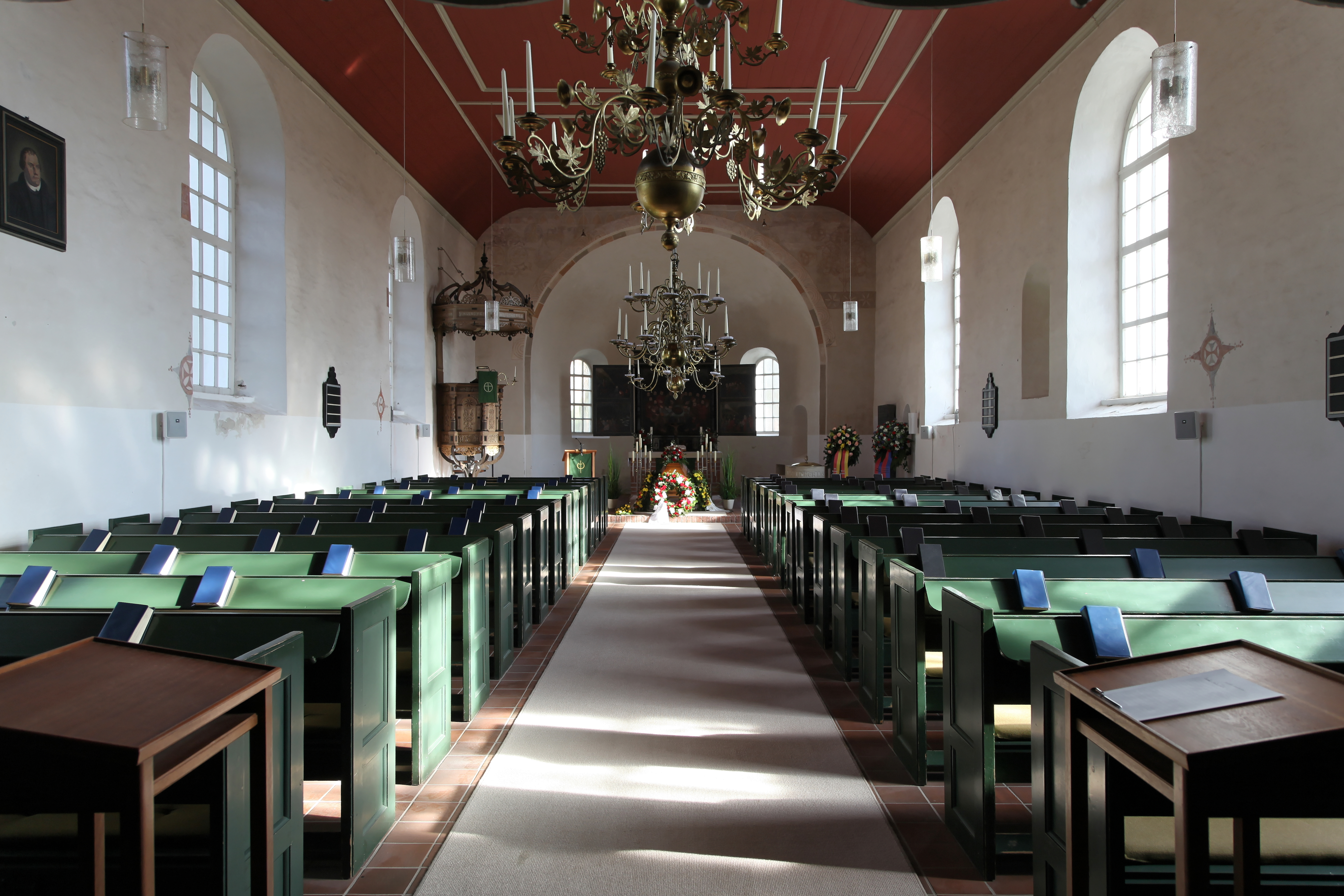
Innenraum Richtung Osten

Noch aus vorreformatorischer Zeit stammen die Wandmalereien im Apsisbogen. Sie wurden bei der Kirchenrenovierung in den 1970er Jahren freigelegt und zeigen Palmetten, Lebensbäume und Fabelwesen. An der Südostseite der Apsis befindet sich eine lange Steinbank. Der Flügelaltar mit Szenen aus dem Neuen Testament, die Kanzel aus Eichenholz und ein Messingkronleuchter wurden von einem wohlhabenden Bürger der Gemeinde gestiftet und in den Jahren 1701/1702 gefertigt. Die Bemalung des Altaraufsatzes geht auf das Vorbild des möglicherweise von Tönnies Mahler aus Leer um 1663 geschaffenen Altars der Rhauder Kirche zurück. Zum Inventar der Kirche gehört auch ein Becher mit einer Widmung des Stifters: Behrend Harms Buchmeyer Hausmann zu Schatteburg vermachte in seinem Testament diesen Kelch zu Backemoor 1841.

## Orgel

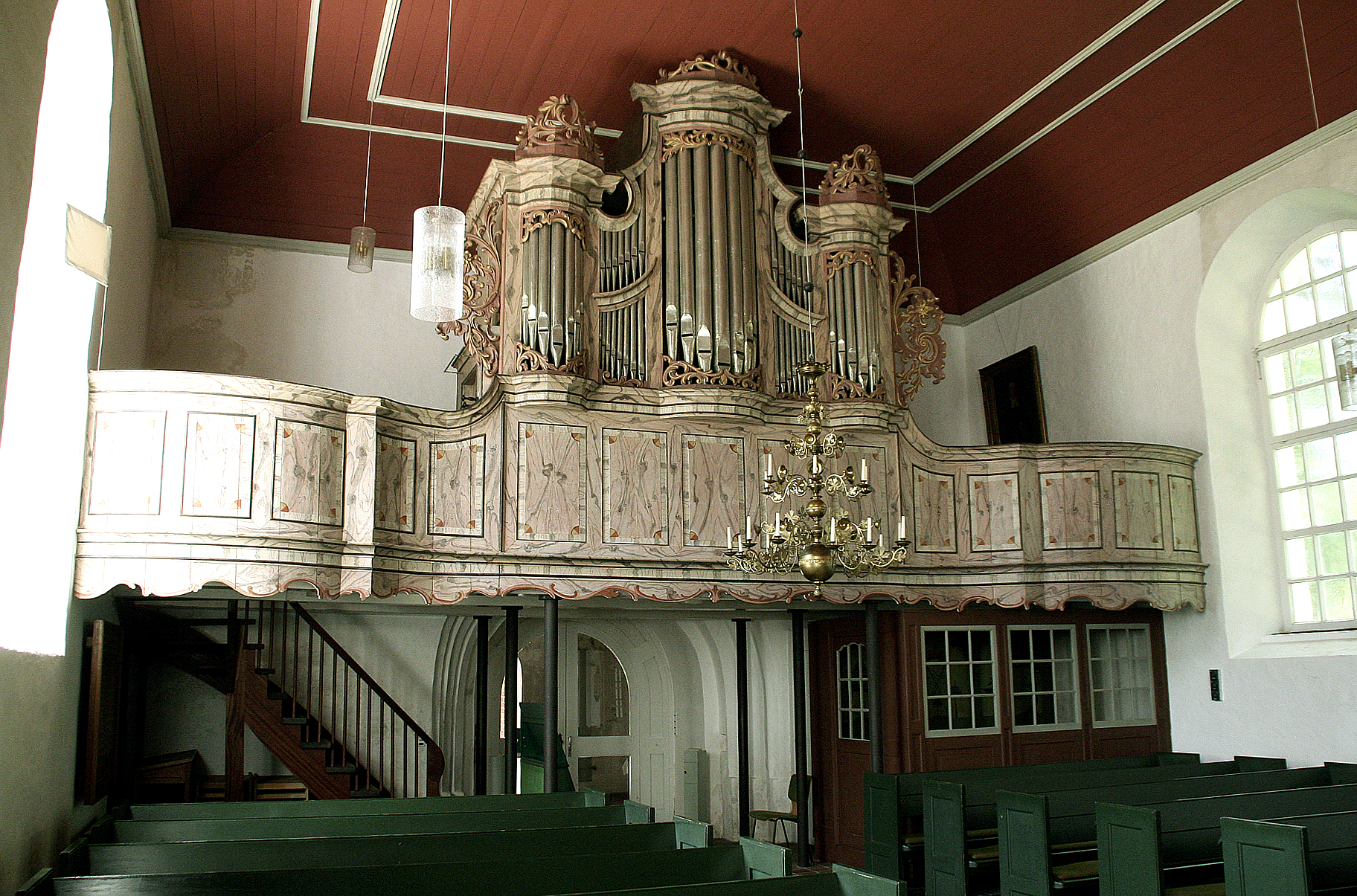
Orgel der Kirche St. Laurentius und St. Vincentius

Die Orgel wurde 1783 von Johann Friedrich Wenthin aus Emden errichtet. Sie verfügt über zwölf Register auf einem Manual und ein angehängtes Pedal. Das Instrument ist weitgehend im Originalzustand erhalten und besitzt das einzige originale Gambenregister aus dem 18. Jahrhundert in Ostfriesland. Die Orgel weist Stilelemente aus dem Barock auf. Dazu zählt die Aufteilung des Prospektes in einen hohen Mittelturm mit niedrigen flankierenden Seitentürmen, voneinander getrennt durch zweistöckige Flachfelder. Dem Rokoko hingegen sind die geschwungenen Gesimse und das Schnitzwerk zuzuordnen.
1887 erneuerte Johann Diepenbrock die Klaviaturen und Balganlage und tauschte anderthalb hölzerne Register durch neue aus. Die Firma P. Furtwängler & Hammer ersetzte 1934 beide Zungenstimmen. Im Zuge der Kirchenrenovierung wurde 1972 die Orgel ausgelagert. In einer ersten Restaurierungsphase erfolgte 1973/1974 die Reparatur und provisorische Instandsetzung des Werkes. Ab 1978 wurden die Hauptarbeiten durch die Orgelbauwerkstatt Alfred Führer aus Wilhelmshaven durchgeführt, die 1982 mit der Rekonstruktion der Zungenregister abgeschlossen wurden. Maßgeblich war der Zustand von 1783. Die dabei wieder freigelegte Marmorierung der Farbfassung gilt als einmalig in Ostfriesland.
Im Jahr 2008 erfolgten notwendige Instandsetzungs- und weitere Restaurierungsmaßnahmen durch die niederländische Firma Mense Ruiter. Dabei wurde die Trompete 8′ korrigierend umgebaut und die Vox angelica neu rekonstruiert. Der Winddruck wurde nach neu gewonnenen Erkenntnissen deutlich erhöht und das Pfeifenwerk entsprechend nachintoniert. 2019/2020 restaurierte Hendrik Ahrend das Pfeifenwerk und überarbeitete die Traktur. Die Disposition der überregional bedeutenden Orgel lautet wie folgt:
| Manual C–c3    |       |     |
| Bordun         | 16′   | F   |
| Principal      | 8′    | W   |
| Gedact         | 8′    | W/F |
| Viola de Gamba | 8′    | W   |
| Octav          | 4′    | W   |
| Flöte          | 4′    | W   |
| Nassat         | 3′    | W   |
| Octav          | 2′    | W   |
| Cornett III    | 2 ⁄3′ | W   |
| Mixtur IV      | 1′    | W   |
| Trompete       | 8′    | F/R |
| Vox angelica   | 8′    | R   |

W = Johann Friedrich Wenthin (1783)
F = Alfred Führer (1978/82)
R = Mense Ruiter (2008)
- Traktur:
  - Tontraktur: Mechanisch
  - Registertraktur: Mechanisch
- Windversorgung:
  - Keilbalg mit kleinem Vorbalg
  - Winddruck: 91 mmWS
- Stimmung:
  - Tonhöhe a1= 463 Hz
  - Wohltemperierte Stimmung (nach Young)